# 52 Wochen sind ein Jahr
52 Wochen sind ein Jahr ist ein DDR-Kinofilm der DEFA von Richard Groschopp aus dem Jahr 1955. Erzählt wird die Geschichte eines sorbischen Kleinbauern, dessen Hof in den frühen 1950er Jahren Teil einer Landwirtschaftlichen Produktionsgenossenschaft wird. Vorlage war der gleichnamige Roman von Jurij Brězan aus dem Jahr 1953.

## Handlung
Der 64-jährige sorbische Landarbeiter Krestan Serbin besitzt einen kleinen Acker, einige Schweine und eine Kuh. Sein Wunsch ist, dass seine Tochter Lena den Hof später übernehmen wird. Eine Integration des Betriebes in die Landwirtschaftliche Produktionsgenossenschaft (LPG) verweigert er, obwohl er der neuen Politik nicht grundsätzlich ablehnend gegenübersteht. 
Als Lena ihm unmissverständlich klarmacht, dass sie kein Interesse an dem Erbe hat, ändert Krestan seine Einstellung und tritt der LPG bei. Hier arbeitet er als Vorbild für alle jungen Leute und seine Familie.

## Hintergrund
„52 Wochen sind ein Jahr“ war eine der wenigen Ausnahmen, bei denen die Volksgruppe der Sorben im DDR-Kino Bedeutung fand:

„Nach 1945 wurden durch die DEFA einige Kurzfilme realisiert: ‚Wenn Jan und Lenka Hochzeit machen‘, ‚Rockenstock‘ und ‚Zamperstrauß, Hexennacht und Maientanz‘. Die Kino-Wochenschau der DDR ‚Der Augenzeuge‘ berichtete u. a. vom Besuch des Präsidenten Pieck in der Lausitz. Jurij Brězans Dorferzählung „52 Wochen sind ein Jahr“ war der erste Spielfilm mit sorbischer Thematik, blieb jedoch plakativ und ohne größere Resonanz.“

## Produktion und Veröffentlichung
Als Dramaturgin wirkte Ilse Langosch. Der Gesang kam vom Staatlichen Ensemble für sorbische Volkskultur unter der Leitung von Jurij Winar.
52 Wochen sind ein Jahr wurde als Schwarzweißfilm im Studio Babelsberg und in der Umgebung von Bautzen gedreht. Gerhard Helwig und Hermann Asmus schufen die Bauten, Hans-Joachim Schoeppe war Produktionsleiter.
Der Film hatte seine Kinopremiere am 17. November 1955 in den Berliner Kinos Babylon und DEFA-Filmtheater Kastanienallee. Die Fernseh-Erstausstrahlung erfolgte im Programm des Deutschen Fernsehfunks am 2. Dezember 1955.

## Kritik
In der Neuen Zeit bemerkte Me.: 

„Das Erfreuliche an diesem Film der DEFA-Produktion [dagegen] ist, daß er sich nicht etwa in Allgemeinplätzen und Dutzendweisheiten erschöpft, daß er eine Form findet, seine Aussage aus den Situationen und Dialogen wachsen zu lassen, eine Sprache führt, die volkstümlich und verständlich ist, dabei dichterisch und fern von Plattitüden.“

Das Lexikon des internationalen Films schreibt: 

„Einer der ersten ostdeutschen Spielfilme über die Kollektivierung in der Landwirtschaft, formal bieder, schauspielerisch von einigem Interesse.“